# 長曽祢虎徹 (近藤勇佩刀)
長曽祢虎徹（ながそねこてつ）は、新選組局長である近藤勇が所持していたとされる長曽祢虎徹作の日本刀である。創作作品では「今宵の虎徹は血に飢えている」という台詞でも有名であり、近藤の佩刀として一般的に知られた刀である。ただし、諸説あるものの近藤が所持していたのは長曽祢興里の真作ではなく贋作であったというのが現在の通説である。本項では、遺された証言や資料の記述の差異により諸説紛々とした近藤勇の「虎徹」について記述する。

## 概要

### 刀工・長曽祢興里について
長曽祢興里は1605年（慶長10年）に越前国にある甲冑師の家に生まれたとされる。当初は甲冑師の家業を継いでいたが、50歳ごろとなった1656年（明暦2年）に江戸へ出て刀工へと転じた。当初は刀工銘を「長曽祢興里」としていたが、仏門に入ってからは「こてつ」と読める銘字も合わせて切るようになった。いちばん古い物は「古徹」と切り、その次は通称「はねとら」と呼ばれる「虎徹」、さらに1664年（寛文4年）8月頃より、通称「はことら」と呼ばれる「乕徹」へと変遷していく。
興里の刀工銘が頻繁に変化した理由としては、その存命中から切れ味抜群で人気が高かったことから、偽物が多く作られたことによる対応策と考えられている。虎徹の偽物が多いとする傍証として、昭和期を代表する刀剣学者である佐藤寒山は、自身の経験も合わせて「虎徹をみたらうそと思え」という収集家の戒めを紹介している。偽物が出回るほど切れ味は確かであったらしく、後世に山田浅右衛門が作刀の切れ味の良さをランク付けした『懐宝剣尺』には最上位にあたる「最上大業物」（さいじょうおおわざもの）に列せられるほどであり、山城国の名工である堀川国広と共に新刀の横綱と評されていた。

### 近藤勇と日本刀
近藤は優れた剣士であった一方で、刀剣に関しての興味も強かった。少年時代に新選組と交流していた八木為三郎（新撰組屯所となっていた八木家の子息）は近藤について以下の通り話している。
また、近藤が国許に送った書簡の追伸には、近藤の刀剣観が以下の通り示されている。
書簡には戦闘用には上等の刀を選びたいと刀の志向を示すとともに、柄（つか、刀の持ち手部分）の材質にもこだわりがあったことがうかがえる。また、刀剣を送ることが書簡で記述されていたが、同年11月21日に多摩郡本宿生まれの松本捨助を介して実際に3振の損傷刀が国許へ送られている。松本捨助は新選組に入隊しようと上洛していたが、一家の惣領であることから入隊を謝絶されて国許へ帰るのに併せて送られたものである。うち1振は山南敬助が佩いていた「摂州住人　赤心沖光作」の刀であり、大坂高麗橋にあった呉服問屋である岩城枡屋に侵入した盗賊と交戦した際に折れたものであった。この山南の佩刀こそが大坂刀であったことや、一般論として大坂刀は商品として美しさに注力したものが多く実戦で用いるには心許なかったことから、近藤が大坂刀の利用に難色を示したものと考えられる。

### 近藤勇と虎徹
刀剣好きである近藤が自身の佩刀が虎徹であると認識していたことを示す史料がいくつか遺されており、新選組を結成して数ヵ月経った1863年（文久3年）10月21日に近藤が記した手紙によれば、虎徹の大小（打刀と脇差のセット）を所持していることが記されている。
池田屋事件発生の3日後にあたる1864年（元治元年）6月8日に武蔵国の後援者へ事件の詳細を伝える手紙にも「下拙は刀は乕徹故にや、無事に御座候」と記されている。ただし、後に甲州勝沼の戦いにて甥の佐藤俊宣と再会したときには、池田屋で虎徹は刃がボロボロにかけて使えなくなったが、鞘にはスーッと入ったとも話している。また、『新撰組余話』によれば池田屋事件から3ヵ月後の9月から10月に近藤は故郷に帰省しており、八王子付近の門人たちとも歓談していた。その佩刀を見た門人が「近藤先生の虎徹所製二刀」を見て感嘆したことに漢文を遺している。
なお、近藤の養子である宮川勇五郎の娘（つまり近藤の養孫）の嫁ぎ先に銀象嵌で「虎徹」と切られた脇差が伝来しているが、これは戦後に古道具屋からもらったものであるため近藤の佩刀とは全く関係がない。

## 伝来

### 源清麿の偽銘刀説
近藤の虎徹は、江戸時代後期に活躍した源清麿の刀を虎徹と偽名を切って売りつけられたものという説がある。明治時代に活躍した武道家である中山博道は、自身の養父である根岸信五郎（神道無念流剣士であり練兵館の開祖である斎藤弥九郎の子息）から聞いた話も交えて座談会で以下のエピソードを述べている。
上記逸話の傍証として、俎橋のごく近くには神道無念流の練兵館の道場があり近藤勇が属していた試衛館とは深い関わりを持っており、試衛館に道場破りが現れると練兵館から助っ人が派遣されることや、練兵館の門人らが試衛館に出稽古に出向いたという資料に残されている。道場間の人的交流も盛んに行なわれていたので、近藤が練兵館訪問の際にこの店を訪ねて主人と懇意になっていたことは十分に可能性がある。

### 豪商・鴻池家の贈呈品説
新選組上洛後に豪商で知られる鴻池家より盗賊を退治したお礼として贈呈されたという説がある。明治時代のジャーナリストである鹿島桜巷が1910年（明治43年)から翌年にかけて東京毎日新聞に連載していた近藤勇の伝記である『剣侠実伝近藤勇』第28回、29回に、1864年（元治元年）正月の出来事として鴻池家から刀を拝領した逸話を挙げている。ある日近藤は副長である山南敬助と市内巡察をしている際に、ある家に不審な5名が入っていくのを見た。そこで近藤と山南は賊に立ち向かい何名かを討ち、残りの者も退けたがその際に山南は刀を折り軽傷を負ってしまった。実はこの家は大坂鴻池家の別邸であり、鴻池家は近藤らに感謝して折れた刀を代わりとして、鴻池家が所持している名だたる名刀の中から1つ選ぶよう述べた。しかし、実際に鴻池家から名刀を受け取ったのは近藤であり、山南には近藤が所持していた刀を分け与えたとされている。その近藤が受け取った刀こそが虎徹であったとされる。
また、新選組の後援者であり多摩小野路村の名主である小島鹿之助家に伝わる『両雄士伝』にも、上記の逸話の基となったエピソードが伝えられている。明治時代初期に成立した『両雄士伝』には実際に盗賊の討伐に出動したのは近藤に命じられた土方歳三と山南であり、鴻池家は近藤も含めた3名にそれぞれ「名刀各一口」を贈呈したとされている。

### 斎藤一が買ってきた無銘刀説
『剣侠実伝近藤勇』第30回で掲載されたエピソードとして、上記に続いて虎徹入手に関してもう一つの逸話を挙げている。筆者である鹿島はこれを御茶ノ水女子師範学校に勤務する「斎藤五郎」から取材したものとしていることから、斎藤一から直接取材したものと考えられる。これは斎藤が京都の古道具屋から三両で買い求めたが、切れ味がよさそうだったので近藤に譲ったものとされている。その刀は拵え付きで銅の丸鐔に龍の彫りがしており、刀身は無銘であったとされている。近藤は斎藤から譲り受けたその刀を実戦で用いてみたところ優れた耐久性であったことから、無銘であるものの虎徹の作刀ではないかと断定して愛用したとされている。
無銘の刀を虎徹のものと周囲に吹聴するか疑問に残るところではあるが、近藤の虎徹が無銘の刀とする傍証として、新選組の後援者であった佐藤彦五郎（土方歳三の義兄）の孫である仁は以下のように答えている。

### 将軍家より拝領品説
新選組関係から証言や資料が残っていないが虎徹は将軍家より拝領した刀であるという説があり、この虎徹は明治以降も伝来していたとされている。これは枢密顧問官など歴任し後に伯爵となった金子堅太郎が所持していたとされており、金子はその虎徹の拝観を求める客には、これは近藤が将軍家より拝領したものであると語っていたらしい。金子は古美術にも精通しており、特に近藤勇の虎徹と生野の変の首謀者で知られる平野国臣が所持していたとされる青江下坂作の刀が自身の収蔵物の目玉と考えていたようである。この虎徹を手に入れた経緯として、金子は晩年に以下のように述べている。
幕末・明治維新時の歴史を研究する伊東成郎によれば、品川本陣の中村源兵衛という人物がどのような人物であったかは詳細不明であるものの、明治時代には官界との関係を築いていたようであり、中村の周辺と金子が接点を持つようになったらしいと述べている。鳥羽・伏見の戦いにおいて、負傷した近藤は芝に上陸し下谷にあった幕府の医療施設に入院していた。その後、1月28日より2月7日にかけてフランス人医師のいた横浜まで出向いていることが判明している。もし品川本陣に顔を出していたとすれば通院のために横浜への往還していた時と考えることができる。
しかし、近藤勇自身が将軍家より虎徹を拝領したという記述したものは遺されておらず、もし将軍家より拝領したとすれば大変な栄誉であることから新選組の文章記録にも記録されるものかと考えられるがいずれもその記録はない。その上で仮に将軍家より拝領したとすれば、新選組隊士らが幕臣に取り立てられた1867年（慶応3年）6月以降であると推測されるが、近藤が「大小虎徹」を所持していると手紙に記していたのは1863年（文久3年）10月であることから時系列が符合しないと考えられる。
また、2020年（令和2年）6月8日配信の産経ニュースには、過去に金子が所持していたとされる近藤勇の虎徹がインターネットオークションで出品され、その刀は虎徹の贋作であるものの白鞘の字体から「近藤勇の刀」であった可能性が高いと専門家が鑑定したことが報じられた。この刀は長曽祢興正（二代目虎徹）の銘が入った刀と木製の鞘が附いており、2019年（令和元年）7月に出品されて約95万円で落札された。鞘には近藤の刀を持っていたとされる金子堅太郎の筆とみられる文字で、近藤が神奈川宿の中村家に渡したものを当主の源兵衛から手に入れたと書かれている。

### その他
1929年（昭和4年）1月に東京三越で行われた「武蔵野今昔の会」の出品目録において、大國魂神社により「虎徹　近藤勇所持の刀」が出展されていた。
1930年（昭和5年）8月、カナダを訪問した日本の実業団が、カナダ総督のフリーマン・フリーマン＝トーマスに「近藤勇が愛用していた虎徹を贈呈予定」という報道がなされた。